# Discografia di RuPaul
La discografia di RuPaul, drag queen, cantante e performer statunitense, è costituita da tredici album in studio, quattro colonne sonore, sette raccolte, undici EP e oltre quaranta singoli.

## Album

### Album in studio
| Anno | Titolo | Posizione massima | Posizione massima | Posizione massima | Posizione massima |
| Anno | Titolo | US                | US Elec           | US Heat           | US Indie          |
| ---- | --- | ----------------- | ----------------- | ----------------- | ----------------- |
| 1993 | Supermodel of the World - Pubblicato: 8 giugno 1993 - Etichetta: Tommy Boy Records, Rhino - Formato: CD, LP, cassetta, download digitale | 109               | —                 | 1                 | —                 |
| 1996 | Foxy Lady - Pubblicato: 29 ottobre 1996 - Etichetta: Rhino Records - Formato: CD, cassetta, download digitale                            | —                 | —                 | 15                | —                 |
| 1997 | Ho, Ho, Ho - Pubblicato: 28 ottobre 1997 - Etichetta: Rhino Records - Formato: CD, cassetta, download digitale                           | —                 | —                 | 27                | —                 |
| 2004 | Red Hot - Pubblicato: 21 settembre 2004 - Etichetta: RuCo Inc. - Formato: CD, download digitale                                          | —                 | 9                 | —                 | —                 |
| 2009 | Champion - Pubblicato: 24 febbraio 2009 - Etichetta: RuCo Inc. - Formato: CD, download digitale                                          | —                 | 12                | 26                | —                 |
| 2011 | Glamazon - Pubblicato: 3 maggio 2011 - Etichetta: RuCo Inc. - Formato: CD, download digitale                                             | —                 | 11                | 8                 | —                 |
| 2014 | Born Naked - Pubblicato: 24 febbraio 2014 - Etichetta: RuCo Inc. - Formato: CD, cassetta, download digitale                              | 85                | 4                 | —                 | 18                |
| 2015 | Realness - Pubblicato: 2 marzo 2015 - Etichetta: RuCo Inc. - Formato: download digitale                                                  | —                 | 6                 | —                 | 38                |
| 2015 | Slay Belles - Pubblicato: 23 ottobre 2015 - Etichetta: RuCo Inc. - Formato: CD, download digitale                                        | —                 | 21                | —                 | —                 |
| 2016 | Butch Queen - Pubblicato: 4 marzo 2016 - Etichetta: RuCo Inc. - Formato: CD, download digitale                                           | —                 | 3                 | —                 | 46                |
| 2017 | American - Pubblicato: 24 marzo 2017 - Etichetta: RuCo Inc. - Formato: CD, LP, download digitale                                         | —                 | 12                | —                 | 30                |
| 2018 | Christmas Party - Pubblicato: 1 novembre 2018 - Etichetta: RuCo Inc. - Formato: download digitale                                        | —                 | —                 | —                 | —                 |
| 2020 | You're a Winner, Baby - Pubblicato: 10 gennaio 2020 - Etichetta: RuCo Inc. - Formato: download digitale                                  | —                 | —                 | —                 | —                 |

### Raccolte
| Anno | Titolo | Posizione massima | Posizione massima |
| Anno | Titolo | US Dance          | US Indie          |
| ---- | --- | ----------------- | ----------------- |
| 1998 | RuPaul's Go-Go Box Classics - Pubblicato: 17 marzo 1998 - Etichetta: Rhino Records - Formato: CD                          | —                 | —                 |
| 2014 | RuPaul Presents: The CoverGurlz - Pubblicato: 28 gennaio 2014 - Etichetta: World of Wonder - Formato: download digitale   | —                 | —                 |
| 2015 | RuPaul Presents: The CoverGurlz 2 - Pubblicato: 3 febbraio 2015 - Etichetta: World of Wonder - Formato: download digitale | —                 | —                 |
| 2015 | Greatest Hits - Pubblicato: 16 maggio 2015 - Etichetta: RuCo Inc. - Formato: vinile                                       | —                 | —                 |
| 2017 | Remember Me: Essential, Vol. 1 - Pubblicato: 3 febbraio 2017 - Etichetta: RuCo Inc. - Formato: download digitale          | 4                 | 44                |
| 2017 | Remember Me: Essential, Vol. 2 - Pubblicato: 9 giugno 2017 - Etichetta: RuCo Inc. - Formato: download digitale            | 9                 | —                 |
| 2019 | Queen of Queens - Pubblicato: 29 aprile, 2019 - Etichetta: RuCo Inc. - Formato: download digite                           | —                 | —                 |

### Colonne sonore
| Anno | Titolo |
| ---- | --- |
| 1986 | RuPaul Is Star Booty - Pubblicato: 1986 - Etichetta: Funtone Records, Every Records - Formato: CD, LP                                    |
| 2007 | Starrbooty: Original Motion Picture Soundtrack - Pubblicato: 19 giugno 2007 - Etichetta: RuCo Inc. - Formato: CD, download digitale      |
| 2020 | AJ and The Queen (Original Television Soundtrack) - Pubblicato: 24 gennaio 2020 - Etichetta: Warner Bros. - Formato: download digitale   |
| 2020 | RuPaul's Drag Race Live: The Official Vegas Soundtrack - Pubblicato: 27 gennaio 2020 - Etichetta: RuCo Inc. - Formato: download digitale |

## Extended play
| Anno | Titolo |
| ---- | --- |
| 1985 | Sex Freak - Pubblicato: 1985 - Etichetta: Funtone Records - Formato: CD, LP, download digitale                         |
| 2005 | WorkOut: The RuMixes - Pubblicato: 1 marzo 2005 - Etichetta: RuCo Inc. - Formato: download digitale                    |
| 2006 | Supermodel (You Better Work) RuMixes - Pubblicato: 26 maggio 2006 - Etichetta: RuCo Inc. - Formato: download digitale  |
| 2009 | Cover Girl - The RuMixes - Pubblicato: 3 febbraio 2009 - Etichetta: RuCo Inc. - Formato: download digitale             |
| 2009 | Jealous of My Boogie: The RuMixes - Pubblicato: 30 giugno 2009 - Etichetta: RuCo Inc. - Formato: CD, download digitale |
| 2012 | Sexy Drag Queen (Remixes) - Pubblicato: 18 settembre 2012 - Etichetta: RuCo Inc. - Formato: download digitale          |
| 2012 | Responsitrannity (Remixes) - Pubblicato: 18 settembre 2012 - Etichetta: RuCo Inc. - Formato: download digitale         |
| 2012 | Theme From Drag U - Pubblicato: 23 ottobre 2012 - Etichetta: RuCo Inc. - Formato: download digitale                    |
| 2012 | Live Forever (Remixes) - Pubblicato: 6 novembre 2012 - Etichetta: RuCo Inc. - Formato: download digitale               |
| 2012 | (Here It Comes) Aroun Away - Pubblicato: 13 novembre 2012 - Etichetta: RuCo Inc. - Formato: download digitale          |
| 2012 | If I Dream (Remixes) - Pubblicato: 20 novembre 2012 - Etichetta: RuCo Inc. - Formato: download digitale                |
| 2020 | Hey Sis, It's Christmas! - Pubblicato: 23 ottobre 2020 - Etichetta: RuCo Inc. - Formato: download digitale             |

## Singoli

### Come artista principale
| Anno | Titolo                                                                                 | Posizione massima | Posizione massima | Posizione massima | Posizione massima | Posizione massima | Certificazioni | Album                                          |
| Anno | Titolo                                                                                 | US                | US Elec           | US Dance          | AUS               | UK                | Certificazioni | Album                                          |
| ---- | -------------------------------------------------------------------------------------- | ----------------- | ----------------- | ----------------- | ----------------- | ----------------- | -------------- | ---------------------------------------------- |
| 1992 | Supermodel (You Better Work)                                                           | 45                | 4                 | 2                 | —                 | 39                | - USA: Oro     | Supermodel of the World                        |
| 1993 | Back to My Roots                                                                       | —                 | —                 | 1                 | 90                | 40                |                | Supermodel of the World                        |
| 1993 | A Shade Shady (Now Prance)                                                             | —                 | —                 | 1                 | —                 | —                 |                | Supermodel of the World                        |
| 1993 | House of Love                                                                          | —                 | —                 | —                 | —                 | 40                |                | Supermodel of the World                        |
| 1993 | Everybody Dance                                                                        | —                 | —                 | —                 | —                 | —                 |                | Supermodel of the World                        |
| 1993 | The Little Drummer Boy                                                                 | —                 | 5                 | —                 | —                 | —                 |                | /                                              |
| 1994 | Don't Go Breaking My Heart (con Elton John)                                            | 92                | 10                | 3                 | 45                | 7                 |                | Duets                                          |
| 1996 | Snapshot                                                                               | 95                | —                 | 4                 | —                 | —                 |                | Foxy Lady                                      |
| 1997 | A Little Bit of Love                                                                   | —                 | 41                | 28                | —                 | —                 |                | Foxy Lady                                      |
| 1997 | Celebrate                                                                              | —                 | —                 | 31                | —                 | —                 |                | Foxy Lady                                      |
| 2004 | Looking Good, Feeling Gorgeous                                                         | —                 | —                 | 2                 | —                 | —                 |                | Red Hot                                        |
| 2005 | WorkOut                                                                                | —                 | —                 | 5                 | —                 | —                 |                | Red Hot                                        |
| 2006 | People Are People (feat. Tom Trujillo)                                                 | —                 | —                 | 10                | —                 | —                 |                | Red Hot                                        |
| 2006 | Supermodel (Remixes) (feat. Shirley Q. Liquor)                                         | —                 | —                 | 21                | —                 | —                 |                | Supermodel (You Better Work) RuMixes           |
| 2007 | Call Me Starrbooty                                                                     | —                 | —                 | —                 | —                 | —                 |                | Starrbooty: Original Motion Picture Soundtrack |
| 2009 | Covergirl                                                                              | —                 | 7                 | 16                | —                 | —                 |                | Champion                                       |
| 2009 | Jealous of My Boogie                                                                   | —                 | 26                | 55                | —                 | —                 |                | Champion                                       |
| 2010 | Devil Made Me Do It                                                                    | —                 | —                 | —                 | —                 | —                 |                | Champion                                       |
| 2010 | Tranny Chaser                                                                          | —                 | —                 | —                 | —                 | —                 |                | Champion                                       |
| 2011 | Champion                                                                               | —                 | 49                | —                 | —                 | —                 |                | Champion                                       |
| 2011 | Superstar                                                                              | —                 | —                 | —                 | —                 | —                 |                | Glamazon                                       |
| 2011 | Glamazon                                                                               | —                 | —                 | —                 | —                 | —                 |                | Glamazon                                       |
| 2012 | Peanut Butter (feat. Big Freedia)                                                      | —                 | —                 | —                 | —                 | —                 |                | /                                              |
| 2012 | Sexy Drag Queen                                                                        | —                 | —                 | —                 | —                 | —                 |                | SuperGlam DQ                                   |
| 2012 | Theme From Drag U                                                                      | —                 | —                 | —                 | —                 | —                 |                | SuperGlam DQ                                   |
| 2012 | Live Forever                                                                           | —                 | —                 | —                 | —                 | —                 |                | Glamazon                                       |
| 2012 | Here It Comes (Around Again)                                                           | —                 | 2                 | —                 | —                 | —                 |                | Glamazon                                       |
| 2012 | If I Dream                                                                             | —                 | —                 | —                 | —                 | —                 |                | Glamazon                                       |
| 2013 | Lick It Lollipop (feat. Lady Bunny)                                                    | —                 | —                 | —                 | —                 | —                 |                | /                                              |
| 2013 | I Bring the Beat                                                                       | —                 | —                 | —                 | —                 | —                 |                | Glamazon                                       |
| 2013 | The Beginning                                                                          | —                 | —                 | —                 | —                 | —                 |                | Glamazon                                       |
| 2014 | Geronimo                                                                               | —                 | —                 | —                 | —                 | —                 |                | Born Naked                                     |
| 2014 | Sissy That Walk                                                                        | —                 | 27                | 55                | —                 | —                 |                | Born Naked                                     |
| 2015 | Modern Love                                                                            | —                 | —                 | —                 | —                 | —                 |                | Born Naked                                     |
| 2016 | U Wear It Well                                                                         | —                 | —                 | —                 | —                 | —                 |                | Butch Queen                                    |
| 2016 | Be Someone                                                                             | —                 | —                 | —                 | —                 | —                 |                | Butch Queen                                    |
| 2016 | Read U Wrote U (con il cast di RuPaul's Drag Race: All Stars)                          | —                 | 29                | —                 | —                 | —                 |                | /                                              |
| 2017 | American                                                                               | —                 | —                 | —                 | —                 | —                 |                | American                                       |
| 2017 | Category Is (con il cast di RuPaul's Drag Race)                                        | —                 | —                 | —                 | —                 | —                 |                | /                                              |
| 2017 | Call Me Mother                                                                         | —                 | 47                | —                 | —                 | —                 |                | American                                       |
| 2018 | Kitty Girl (con il cast di RuPaul's Drag Race All Stars)                               | —                 | 18                | —                 | —                 | —                 |                | /                                              |
| 2018 | American (con il cast di RuPaul's Drag Race)                                           | —                 | 12                | —                 | 12                | —                 |                | /                                              |
| 2019 | Super Queen (con il cast di RuPaul's Drag Race All Stars)                              | —                 | —                 | —                 | —                 | —                 |                | /                                              |
| 2019 | Queens Everywhere (con il cast di RuPaul's Drag Race)                                  | —                 | 20                | —                 | —                 | —                 |                | /                                              |
| 2019 | To the Moon (con il cast di RuPaul's Drag Race UK)                                     | —                 | —                 | —                 | —                 | —                 |                | /                                              |
| 2020 | I'm That Bitch (con il cast di RuPaul's Drag Race)                                     | —                 | 49                | —                 | —                 | —                 |                | /                                              |
| 2020 | Bring Back My Girls                                                                    | —                 | —                 | —                 | —                 | —                 |                | You're a Winner, Baby!                         |
| 2020 | Clap Back (con il cast di RuPaul's Drag Race All Stars)                                | —                 | —                 | —                 | —                 | —                 |                | /                                              |
| 2020 | U Wear It Well (con il cast di Canada's Drag Race)                                     | —                 | —                 | —                 | —                 | —                 |                | /                                              |
| 2021 | ConDragulations (con il cast di RuPaul's Drag Race)                                    | —                 | —                 | —                 | —                 | —                 |                | /                                              |
| 2021 | Phenomenon (con il cast di RuPaul's Drag Race)                                         | —                 | —                 | —                 | —                 | —                 |                | /                                              |
| 2021 | A Little Bit of Love (con il cast di RuPaul's Drag Race UK)                            | —                 | —                 | —                 | —                 | —                 |                | /                                              |
| 2021 | Lucky (con il cast di RuPaul's Drag Race)                                              | —                 | —                 | —                 | —                 | —                 |                | /                                              |
| 2021 | I'm a Winner, Baby (con il cast di RuPaul's Drag Race Down Under)                      | —                 | —                 | —                 | —                 | —                 |                | /                                              |
| 2021 | This Is Our Country (feat. Tanya Tucker e con il cast di RuPaul's Drag Race All Stars) | —                 | —                 | —                 | —                 | —                 |                | /                                              |
| 2021 | Blame It on the Edit                                                                   | —                 | —                 | —                 | —                 | —                 |                | Mamaru                                         |
| 2021 | Just What They Want                                                                    | —                 | —                 | —                 | —                 | —                 |                | Mamaru                                         |
| 2021 | Catwalk (feat. Skeltal Ki)                                                             | —                 | —                 | —                 | —                 | —                 |                | Mamaru                                         |

### Come artista ospite
| Anno | Titolo                                           | Posizione massima | Posizione massima | Posizione massima | Posizione massima | Posizione massima | Certificazioni | Album             |
| Anno | Titolo                                           | US                | US Elec           | US Dance          | AUS               | UK                | Certificazioni | Album             |
| ---- | ------------------------------------------------ | ----------------- | ----------------- | ----------------- | ----------------- | ----------------- | -------------- | ----------------- |
| 1998 | It's Raining Men... The Sequel (con Martha Wash) | —                 | —                 | 22                | 64                | 21                |                | The Collection    |
| 2017 | Low (Remix) (con Todrick Hall)                   | —                 | 35                | —                 | —                 | —                 |                | Straight Outta Oz |
| 2018 | Deam Beats (con Todrick Hall)                    | —                 | —                 | 55                | —                 | —                 |                | Forbidden         |

## Altre apparizioni
| Titolo                                 | Anno | Altri artisti          | Album                                                       |
| -------------------------------------- | ---- | ---------------------- | ----------------------------------------------------------- |
| Gagging on the Lovely Extravaganza     | 1992 | The Fabulous Pop Tarts | Gagging on the Lovely Extravaganza                          |
| Don't Go Breaking My Heart             | 1993 | Elton John             | Duets                                                       |
| Everybody Say Love                     | 1993 | Mitsou                 | Tempted                                                     |
| Watcha See Is Watcha Get               | 1994 | N.D.                   | Addams Family Values (Music from the Motion Picture)        |
| I Will Survive                         | 1995 | Diana Ross             | Take Me Higher                                              |
| Free to Be                             | 1995 | N.D.                   | Wigstock: The Movie, Music From The Original Motion Picture |
| Come                                   | 1997 | Martha Wash            | The Collection                                              |
| Do The Right Thing (Don't Do Me Wrong) | 1999 | Ev-Va                  | /                                                           |
| Queer Duck                             | 1999 | N.D.                   | Queer Duck                                                  |
| Super                                  | 1999 | N.D.                   | South Park: Bigger, Longer & Uncut (Soundtrack)             |
| Bad Girl                               | 2000 | Lil' Kim               | /                                                           |
| Say My Name                            | 2001 | The Disco Brothers     | /                                                           |
| You're No Lady                         | 2002 | Brigitte Nielsen       | /                                                           |
| It's Only Rock 'n Roll (But I Like It) | 2003 | Siedah Garrett         | Siedah                                                      |
| Come 2 Me                              | 2006 | Lucy Lawless           | Come 2 Me                                                   |
| Computer Love                          | 2007 | NSA                    | /                                                           |
| This Club Is A Haunted House           | 2013 | Sharon Needles         | PG-13                                                       |
| Fashion!                               | 2013 | Lady Gaga              | Lady Gaga and the Muppets Holiday Spectacular               |
| Hands                                  | 2016 | Artisti vari           | /                                                           |
| Cattitude                              | 2019 | Miley Cyrus            | She Is Coming                                               |